# 무히

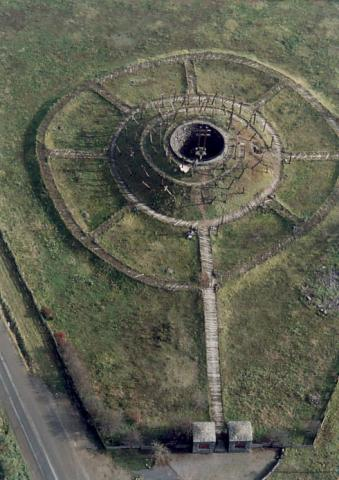
무히

무히(헝가리어: Muhi)는 헝가리 보르쇼드어버우이젬플렌 주에 위치한 마을로 면적은 9.62km2, 인구는 538명(2004년 기준), 인구 밀도는 55.92명/km2이다. 1241년 몽골 제국 군대와 헝가리 왕국 군대 사이에 일어난 모히 전투가 벌어진 곳이기도 하다.